# Kwas dodecylofosfonowy
Kwas dodecylofosfonowy, DDPA, C
12H
25PO
3H
2 – fosforoorganiczny związek chemiczny z grupy kwasów fosfonowych, rozpuszczalnik stosowany do ekstrakcji uranu z roztworów zawierających jony UO2+
2 i U4+
.